# Yoshiko Takamatsu
Yoshiko Takamatsu (高松好子?, Takamatsu Yoshiko; 16 aprile 1938) è un'ex nuotatrice giapponese, che ha partecipato alle Olimpiadi di Roma 1960, gareggiando nei 200m rana e nella Staffetta 4x100m mista.

## Carriera
Ai III Giochi asiatici, ha vinto 2 ori, rispettivamente nei 100m rana e 200m rana.